# ОШ „Мирко Томић” Обреж
ОШ „Мирко Томић” Обреж је државна установа основног образовања која наставља традицију школе основане 1857. године, у Обрежу на територији општине Варварин.
Школа носи име Мирка Томића, народног хероја. Настава се одвија у згради саграђеној 1937. године, а са адаптацијом се започело 2001. године.